# Zahra Eshraghi

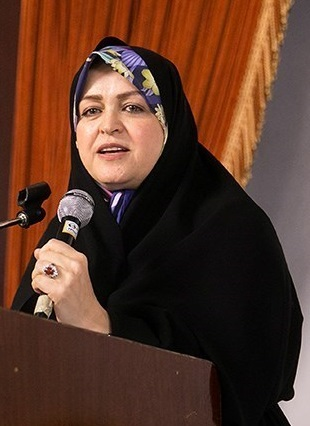
Zahra Eshraghi in 2017

Zahra Eshraghi (Perzisch: زهرا اشراقی) (Teheran, 1964) is een Iraanse feministe en mensenrechtenactiviste.

## Biografie
Ze is de kleindochter van Ayatollah Khomeini en vrouw van Mohammad Reza Khatami (sinds 1983), voormalig hoofd van Islamitisch Iraans Participatie Front, de belangrijkste hervormingsgezinde partij in Iran.

## Carrière
Zahra Eshraghi wil het dragen van hoofddoeken niet langer verplicht laten zijn. Ze stelt het volgende:
Onze grondwet zegt nog steeds dat de man de baas is en de vrouw een loyale echtgenote die zichzelf opoffert voor haar gezin. Maar de samenleving is veranderd, zeker de laatste 10 jaar. Als mijn grootvader er nu nog was, dan weet ik zeker dat hij heel andere ideeën zou hebben.

## Privéleven
Ze heeft een dochter en een zoon.